# Olof Elthammar
Bengt Olof Elthammar, född 15 december 1934 i Stockholm, är en svensk barn- och ungdomspsykiater.

## Biografi
Olof Elthammar är son till tjänsteman Nils Elthammar och Elisabet Johansson. Han avlade studentexamen i Solna 1953, blev medicine kandidat vid Karolinska Institutet i Stockholm 1955, medicine licentiat där 1960 och medicine doktor där 1967 på avhandlingen Emotionella reaktioner inför film hos 11-18-årsgrupper. Han genomgick även psykoanalytisk utbildning hos Svenska psykoanalytiska föreningen 1961–1964. Han var tillförordnad underläkare vid psykiatriska klinikerna på Södersjukhuset, Karolinska sjukhuset och Sankt Görans sjukhus samt tillförordnad underläkare vid barnpsykiatriska kliniken på Kronprinsessan Lovisas barnsjukhus 1961–1964, underläkare 1964–1968, biträdande överläkare där från 1968 (tjänstledig), tillförordnad underläkare vid Barnbyn Skå 1967–1968, konsultläkare på barnpsykiatriska kliniken i Eskilstuna 1969, tillförordnad överläkare vid barnpsykiatriska kliniken vid Bodens lasarett 1970 och överläkare där från 1971.